# Whittier (Alaska)
Pour les articles homonymes, voir Whittier.
Whittier est une ville d'Alaska, aux États-Unis, appartenant à la région de recensement de Valdez-Cordova, près de l'Anton Anderson Memorial Tunnel. Whittier se trouve au nord-est de la péninsule Kenai, sur le côté ouest de la baie du Prince-William, à 120 kilomètres au sud-est d'Anchorage. La ville compte 272 habitants (recensement de 2020).

## Histoire
Le glacier Whittier, à côté de la ville, est nommé ainsi en l'honneur de John Greenleaf Whittier, en 1915.
Durant la Seconde Guerre mondiale, l'armée américaine construit des installations militaires, avec un port et une gare ferroviaire, près de ce glacier, nommant l'endroit Camp Sullivan. La base, secrète, devait assurer la défense de l'Alaska contre les Japonais, puis contre les Soviétiques. Une fois les constructions terminées, en 1943, le port devient une des portes d'entrée des soldats américains en Alaska, et ceci dure jusqu'en 1960.
Les deux grands immeubles qui dominent Whittier sont construits après la Seconde Guerre mondiale. Le Hodge Building (actuellement Begich Towers) était destiné à héberger le personnel militaire, tandis que le Buckner Building, achevé en 1953, était surnommé la cité sous un seul toit. Ces deux bâtiments ont été pendant longtemps les plus hauts buildings d'Alaska.

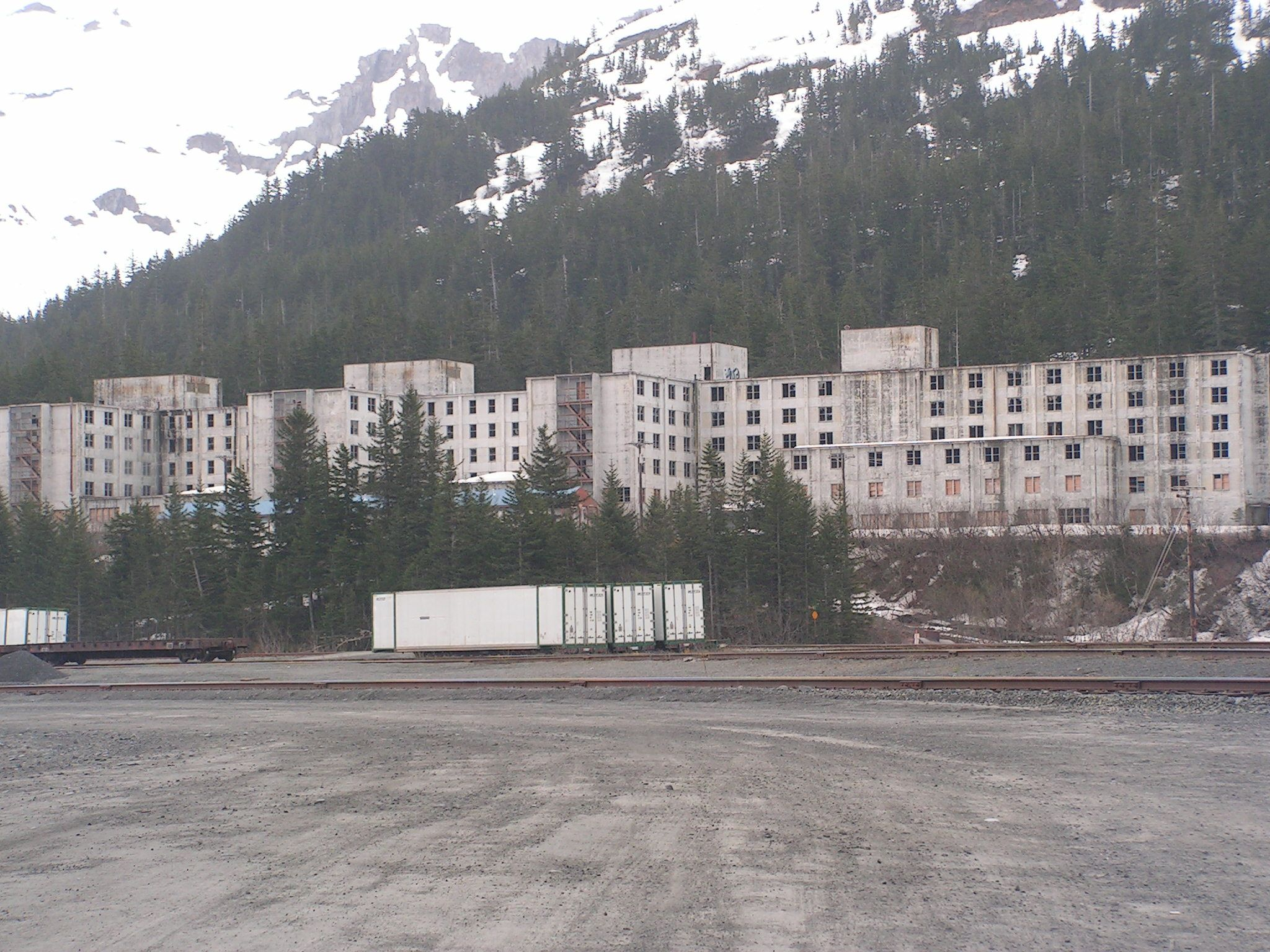
Buckner Building

Le Buckner Building est maintenant à l'abandon, et le coût de sa démolition, comme celui du transport des matériaux par le tunnel ou par la mer, seraient prohibitifs compte tenu de la quantité d'amiante qu'il contient.
La ville est sévèrement endommagée par les tsunamis consécutifs au tremblement de terre de 1964, des vagues de 13 mètres ayant tué plus de dix personnes.

## Géographie

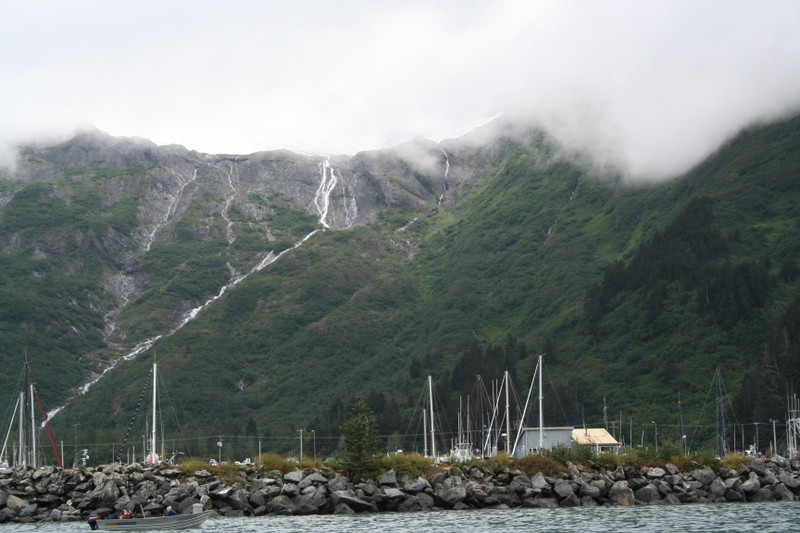
Le port de Whittier

### Une localité enclavée
Whittier se situe dans une étroite plaine littorale bordée par la mer au nord, par les montagnes Kenai à l'ouest et par les montagnes Chugach au nord. Ces deux chaînes de montagne atteignent 2000 mètres d'altitude et sont surmontées de glaciers. Le col de Portage à l'ouest est un lieu de randonnée, mais il n'est pas équipé d'une route qui permettrait d'accéder à la ville de Portage à une quinzaine de kilomètres au nord-ouest.
Whittier est reliée au reste de l'Alaska par la route et par le rail via le tunnel Memorial Anton Anderson percé sous le col de Portage. Il permet de rallier Anchorage et le Denali National Park grâce à l'Alaska Railroad. L'étroit tunnel permet alternativement la circulation automobile et ferroviaire.
Le port de Whittier donne un accès maritime à la baie du Prince William puis à l'océan Pacifique.

### Un cas urbanistique rare
La localité présente une particularité : 75 % des habitants résident dans les quatorze étages du seul bâtiment des Begich Towers. Les 25 % restants résident dans les Manor Condos. Les autres bâtiments abritent des services et des entreprises.
L'école primaire bâtie en face des Begich Towers, de l'autre côté de la rue, est elle-même accessible via un tunnel qui permet de s'y rendre sans passer par l'extérieur, notamment en hiver lorsque les conditions météorologiques sont rudes. L'établissement appartient au Chugach School District et comptait 48 élèves de niveaux allant de l'école élémentaire au lycée pour l'année 2019-2020.

### Déclin de l'intérêt stratégique et renouveau touristique
Whittier a perdu en intérêt stratégique et sa base militaire n'est plus active depuis 1960. Un oléoduc a néanmoins été construit vers Anchorage en 1962 par les troupes du génie, avant d'être cédé au port civil d'Anchorage en 2011. Si le retrait de l'armée en 1960 a entraîné une chute de la population, Whittier est devenue une localité touristique avec des activités de pleine nature, de pêche, de chasse et de plaisance. Elle est le point de départ de bateaux de croisière.

## Démographie
| Groupe               | Whittier | Alaska | États-Unis |
| -------------------- | -------- | ------ | ---------- |
| Blancs               | 69,6     | 66,7   | 72,4       |
| Métis                | 13,2     | 7,3    | 2,9        |
| Asiatiques           | 7,7      | 5,4    | 4,8        |
| Autochtones d'Alaska | 5,5      | 14,8   | 0,9        |
| Océaniens            | 3,2      | 1,1    | 0,2        |
| Autres               | 0,5      | 1,6    | 6,2        |
| Afro-Américains      | 0,5      | 3,3    | 12,6       |
| Total                | 100      | 100    | 100        |
|                      |          |        |            |
| Latino-Américains    | 5,0      | 5,5    | 16,7       |

Selon l'American Community Survey, pour la période 2011-2015, 90,15 % de la population âgée de plus de 5 ans déclare parler l'anglais à la maison, 3,28 % le tagalog, 2,92 % une langue chinoise, 1,46 % l'espagnol, 1,46 % une langue amérindienne et 0,73 % une langue polynésienne.
| 1950 | 1960 | 1970 | 1980 | 1990 | 2000 | 2010 | 2020 |
| ---- | ---- | ---- | ---- | ---- | ---- | ---- | ---- |
| 627  | 809  | 130  | 198  | 243  | 182  | 220  | 272  |